# Dominik Kanaet
Dominik Kanaet (Zagreb, Hrvatska, 6. svibnja 1991.) hrvatski je profesionalni hokejaš na ledu. Igra na poziciji napadača. Bio je član hrvatskog KHL Medveščaka koji se natjecao u EBEL-u, kao i Siska u Alpskoj ligi.

## Karijera
Kanaet je svoje prve korake u hokeju na ledu ostvario u KHL Mladost, a s 11. godina odlazi u Slovačku na daljnje usavršavanje. Prve dvije sezone proveo je u juniorskoj momčadi HK Spartak Dubnica da bi potom prešao u MHC Martin.

### KHL Medveščak
S obzirom na to da MHC Martin nije uspio ući u doigravanje Kanaet odlučuje privremeno se pridružiti KHL Medveščaku, odnosno, njegovoj drugoj momčadi kako bi održao formu, ali i pripomogao klubu. U Slohokej ligi odigrava tek jednu utakmicu te ubrzo biva prebačen u prvu momčad Medvjeda. Svoju profesionalnu karijeru, a ujedno i svoj prvi nastup u EBEL-u, Kanaet upisuje 5. veljače 2010. godine na gostovanju kod ljubljanske Tilia Olimpije. Svoj debitanski nastup okrunio je na najljepši mogući način postigavši dva pogotka u prvih osam minuta utakmice. U Slohokeju je upisao i dvije asistencije.  
8. ožujka 2010. Kanaet je proglašen najboljim mladim igračem EBEL-a u veljači, pobijedivši s 3559 bodova Vienninog Rafaela Rottera. 30. svibnja 2010. objavljeno je da je Kanaet produžio jednogodišnji ugovor s Medveščakom.
| To što sam u svojoj prvoj izmjeni na ledu postigao zgoditak nevjerojatno je samo po sebi, ali nakon što sam odmah u drugoj izmjeni postigao još jedan morao sam se uštipnuti kako bih provjerio jesam li budan ili možda sanjam.— Dominik Kanaet, komentar o svom prvom nastupu i prvim pogodcima u EBEL-u, 6. veljače 2010. |

## Reprezentacija
Od 2007. godine nastupao je za hrvatsku reprezentaciju do 18. godina kao i mladu reprezentaciju. 2009. godine na Svjetskom prvenstvu upisuje prvih pet nastupa za A reprezentaciju. 

## Vanjske poveznice
- Profil na Eurohockey.net